# Show do intervalo do Super Bowl LVI
O show do intervalo do Super Bowl LVI ocorreu em 13 de fevereiro de 2022, no SoFi Stadium, em Inglewood, na Califórnia, como parte do Super Bowl LVI. O show contou com as apresentações principais de Dr. Dre, Snoop Dogg, Eminem, Mary J. Blige e Kendrick Lamar, e incluiu as participações especiais de 50 Cent e Anderson .Paak.  Este foi o primeiro show do intervalo do Super Bowl centrado inteiramente no hip hop, bem como o último show do intervalo a ser patrocinado pela Pepsi, com a Apple Music assumindo o patrocínio a partir do Super Bowl LVII.  O show foi transmitido nacionalmente nos Estados Unidos pela NBC.
O show recebeu aclamação da crítica especializada e foi o primeiro concerto do intervalo do Super Bowl a ganhar o Primetime Emmy Award de "Melhor Especial de Variedade (Ao Vivo)". O show também venceu a categoria Melhor Design de Produção para um Especial de Variedades e Melhor Direção Musical na mesma premiação.

## Antecedentes
Em 15 de maio de 2021, em entrevista ao Yahoo!, Snoop Dogg manifestou interesse em se apresentar no show do intervalo com outros artistas de hip hop, como Dr. Dre, Kendrick Lamar e Eminem.
Em 30 de setembro de 2021, a Pepsi e a Roc Nation anunciaram que Dr. Dre, Snoop Dogg, Eminem, Mary J. Blige e Kendrick Lamar seriam as atrações principais do show. Blige havia performado anteriormente no show do intervalo do Super Bowl XXXV, em 2001. O concerto foi produzido por Jesse Collins e pela Roc Nation, e foi dirigido por Hamish Hamilton, que dirige o evento por doze anos. Os rappers surdos Sean Forbes e Warren "WAWA" Snipe atuaram como intérpretes da língua de sinais americana na transmissão.

## Recepção
O show do intervalo recebeu aclamação da crítica, especialmente em relação aos artistas principais e ao repertório selecionado. Alguns mencionaram que a performance havia sido criada de forma a induzir a nostalgia entre as gerações X e Y.
Steven McIntosh, da BBC News, escreveu que espetáculo foi equilibrado o suficiente para permitir que cada artista apresentasse seus principais trabalhos: "O show foi um sucesso, e eles sabiam disso. Pode ter demorado muito para chegar aqui, mas depois de uma apresentação como essa, ninguém agora poderia esquecer Dre."
Uma lista na Rolling Stone, sob curadoria de Rob Sheffield, elogiou a performance como uma "lição de história do rap" e classificou-a como o quarto melhor show do intervalo do Super Bowl, atrás de Beyoncé, U2 e Prince. Rob escreveu, ainda, que Kendrick Lamar merecia sua própria performance completa, e nomeou Eminem ajoelhado (taking the knee) como um dos grandes destaques.
Kevin E G Perry, do The Independent, avaliou o concerto com quatro estrelas de cinco. Comentando sobre críticas relacionadas à história da violência de Dr. Dre contra as mulheres, Perry concluiu: "Nenhuma performance poderia lavar esse defeito de sua reputação, mas a performance cheia de sucessos demonstrou o alcance e a longevidade da influência de Dre como rapper e produtor". Sam Wolfson, do The Guardian, avaliou a apresentação com cinco estrelas.
A Comissão Federal de Comunicações recebeu 33 denúncias sobre o conteúdo do programa, um número incomumente baixo, em comparação com 1.300 para o show no intervalo do Super Bowl LIV, 50 para o show de intervalo do Super Bowl LIII e 540.000 para o show de intervalo do Super Bowl XXVIII.

## Prêmios e indicações
| Prêmio                                      | Categoria                                                     | Indicação(es) | Resultado | Ref.          |
| ------------------------------------------- | ------------------------------------------------------------- | --- | --------- | ------------- |
| Primetime Creative Arts Emmy Awards de 2022 | Melhor Especial de Variedades (Ao Vivo)                       | Shawn Carter, Desiree Perez, Jesse Collins, Dionne Harmon, Dave Meyers, Aaron B. Cooke, Dr. Dre, Snoop Dogg, Mary J. Blige, Eminem, Kendrick Lamar, and 50 Cent | Venceu    | [ 22 ] [ 23 ] |
| Primetime Creative Arts Emmy Awards de 2022 | Melhor Direção de um Especial de Variedades                   | Hamish Hamilton | Indicado  | [ 22 ] [ 23 ] |
| Primetime Creative Arts Emmy Awards de 2022 | Melhor Direção Musical                                        | Adam Blackstone | Venceu    | [ 22 ] [ 23 ] |
| Primetime Creative Arts Emmy Awards de 2022 | Melhor Design de Produção de um Especial de Variedades        | Bruce Rodgers, Shelley Rodgers e Maria Garcia | Venceu    | [ 22 ] [ 23 ] |
| Primetime Creative Arts Emmy Awards de 2022 | Melhor Mixagem de Som para um Especial ou Série de Variedades | Thomas Holmes, Alex Guessard, Dave Natale, Tom Pesa, Christian Schrader e Pablo Munguia                                                                         | Indicado  | [ 22 ] [ 23 ] |

## Impacto comercial
O concerto teve uma média de 103,4 milhões de espectadores no horário das 20h15 às 20h30 (UTC-5), um aumento de 7% em relação ao show do intervalo do ano anterior, performado por The Weeknd. A audiência do programa do intervalo foi maior do que a do jogo em si, que foi assistido por uma média de 101,1 milhões de telespectadores.
Após a apresentação, as reproduções do catálogo de Dr. Dre aumentaram 185% no Spotify. Duas das músicas que ele cantou, "The Next Episode" e "Still D.R.E.", de seu álbum de 2001 (1999), teve aumento de 270% e 245% no streaming, respectivamente. No fim da semana, o álbum voltou ao top 10 da Billboard 200 dos Estados Unidos com 30.500 unidades vendidas, que representou um aumento de 220%.
Também no Spotify, "No More Drama", de Mary J. Blige, teve um aumento de 520% em reproduções, enquanto "Alright", de Kendrick Lamar, obteve um aumento de 250%.
No dia seguinte à apresentação, "Lose Yourself", de Eminem, entrou no top 10 da parada do Spotify nos Estados Unidos pela primeira vez. No final daquela semana, Curtain Call, de Eminem, saltou 118 posições para o top 10 da Billboard 200, pela primeira vez desde 11 de março de 2006, na oitava posição, vendendo 31.000 unidades ― um aumento de 256%). No Reino Unido, o álbum voltou ao top 10, na oitava posição.

## Documentário
A criação e os preparativos para o show do intervalo foram apresentados no documentário The Show: California Love. O documentário, que foi produzido pelo estúdio de conteúdo interno da Pepsi, patrocinador do intervalo, e pela Boardwalk Pictures, foi ao ar no Showtime em 23 de dezembro de 2022.

## Repertório
1. "The Next Episode" (Dr. Dre & Snoop Dogg); contém uma amostra instrumental "Nuthin' but a G Thang")
2. "California Love" (Dr. Dre & Snoop Dogg)
3. "In da Club" (50 Cent)
4. "Family Affair" (Mary J. Blige)
5. "No More Drama" (Mary J. Blige); contém uma amostra instrumental de "Head Over Heels, de Tears for Fears)
6. "M.A.A.D City" (Kendrick Lamar)
7. "Alright" (Kendrick Lamar)
8. "Forgot About Dre" (Eminem & Kendrick Lamar)
9. "Lose Yourself" (Eminemm com Anderson .Paak na bateria)
10. "I Ain't Mad at Cha" (instrumental) (Dr. Dre) (tributo a Tupac Shakur)
11. "Still D.R.E." (Dr. Dre, Snoop Dogg, Eminem, Mary J. Blige, Kendrick Lamar, & 50 Cent, com Anderson .Paak na bateria)